# Bermudas en los Juegos Olímpicos de Melbourne 1956
Las Bermudas estuvieron representadas en los Juegos Olímpicos de Melbourne 1956 por un total de 3 deportistas masculinos que compitieron en vela.
El equipo olímpico bermudeño no obtuvo ninguna medalla en estos Juegos.